# Nicola Di Pinto
Nicola Di Pinto (n. 23 mai 1947, Napoli, Italia) este un actor italian de teatru, cinema și televiziune.

## Biografie
Actor creator de personaje puternice și napoletan adevărat, Nicola Di Pinto a început sa joace în piese de teatru din a doua jumătate a anilor 1960, iar succesul obținut pe scenă a atras atenția regizorilor de filme de cinema și de televiziune, în care a debutat în a doua jumătate a anilor 1970.
În ciuda calităților dovedite încă de la primele apariții, a dobândit celebritate abia după întâlnirea cu regizorul Giuseppe Tornatore, care i-a oferit rolul lui Alfredo Canal în Il camorrista, iar din acel moment cariera lui Nicola Di Pinto a fost în creștere continuă, alternând mereu între film și seriale de televiziune, fără a părăsi vreodată teatrul.
Actor preferat de Giuseppe Tornatore, Nicola Di Pinto a jucat în aproape toate filmele ulterioare regizate de cineastul sicilian până la mijlocul anilor 2000. De asemenea, a interpretat rolul fratelui Bernardo în cel de-al treilea și al patrulea sezon al popularului serial de televiziune Caracatița.
În 1998 este semnificativă prezența lui ca invitat într-un episod din serialul Il maresciallo Rocca 2 (Enigma finale), în care joacă rolul periculosului profesor Aleppi; acest rol rămâne important în unele episoade ale aceluiași serial deoarece personajul influențează în mod decisiv o parte a familiei protagonistului pentru a deveni aproape o prezență fantomatică în ultimul episod din cel de-al cincilea sezon (Il male ritorna, 2005) în care Nicola Di Pinto apare într-un flashback din episodul din 1998.

## Filmografie

### Filme de cinema
- 1975 Vergine, e di nome Maria, regia Sergio Nasca
- 1976 Marșul triumfal (Marcia trionfale), regia Marco Bellocchio
- 1981 Sogni d'oro, regia Nanni Morettia
- 1981 Bim bum bam, regia Aurelio Chiesaa
- 1982 Fuori Stagione, regie: Luciano Manuzzi
- 1983 Bianca, regie: Nanni Moretti
- 1983 Mi manda Picone, regie: Nanni Loy
- 1984 Segreti segreti, regie: Giuseppe Bertolucci
- 1985 Speriamo che sia femmina, regie: Mario Monicelli
- 1986 Il caso Moro, regie: Giuseppe Ferrara
- 1986 La donna del traghetto, regie: Amedeo Fago
- 1986 Profesorul (Il camorrista), regia Giuseppe Tornatore
- 1988 Se lo scopre Gargiulo, regia Elvio Porta
- 1988 Cinema Paradiso (Nuovo Cinema Paradiso), regia Giuseppe Tornatore
- 1983 Scugnizzi, regia Nanni Loy
- 1990 Ladri di futuro, regia Enzo De Caro
- 1990 Gli assassini vanno in coppia, regia Piero Natoli
- 1990 Briganti, regia Marco Modugno
- 1990 Stanno tutti bene, regia Giuseppe Tornatore
- 1990 Pummarò, regia Michele Placido
- 1991 La domenica specialmente (ep. „Il cane Blu”), regia F. Barilli și G. Bertolucci
- 1992 Morte di un matematico napoletano, regia Mario Martone
- 1993 La corsa dell'innocente, regia Carlo Carleia
- 1994 O pură formalitate (Una pura formalità), regia Giuseppe Tornatore
- 1995 Bidoni, regia Felice Farina
- 1995 Omul din stele (L'uomo delle stelle), regia Giuseppe Tornatore
- 1997 Il figlio di Bakunin, regie: Gianfranco Cabiddu
- 1998 The Legend of 1900  (La leggenda del pianista sull'oceano), regia Giuseppe Tornatore
- 1998 Oltremare - Non è l'America, regia Nello Correale
- 1999 Il compagno, regia Francesco Maselli
- 2001 Due amici, regia Spiro Scimone și Francesco Sfrarmeli
- 2001 Vajont, regia Renzo Martinelli
- 2001 Masaniello, regia Angelo Antonucci
- 2002 Gli astronomi, regia Diego Ronsisvalle
- 2003 Piazza delle cinque lune, regia Renzo Martinelli
- 2003 Il latitante, regia Ninì Grassia
- 2004 Fuoco su di me, regia Lamberto Lambertini
- 2004 Segui le ombre, regia Lucio Gaudino
- 2004 Ventitré, regia Duccio Forzano
- 2006 Necunoscuta (La sconosciuta), regia Giuseppe Tornatore
- 2016 Il camionista, regia Lucio Gaudino

### Filme de televiziune
- Noi lazzaroni, regie: Giorgio Pelloni (1978)
- Tre operai, regie: Francesco Maselli (1980)
- Mino il piccolo alpino, regie: Gianfranco Albano (1985)
- Naso di cane, regie: Pasquale Squitieri (1986)
- La piovra 3, regie: Luigi Perelli (1987)
- Notte di Luna, regie: Alberto Sironi (1988)
- La piovra 4, regie: Luigi Perelli (1989)
- Passioni, regie: Fabrizio Costa (1993)
- Il grande Fausto, regie: Alberto Sironi (1995)
- Racket, regie: Luigi Perelli (1997)
- Mio padre è innocente, regie: Vincenzo Verdecchi (1997)
- Nessuno escluso, regie: Massimo Spano (1997)
- Il maresciallo Rocca 2 (ep. „Enigma Finale”), regie: Giorgio Capitani (1998)
- Dio ci ha creato gratis, regie: Angelo Antonucci (1998)
- Nebbia in Val Padana, regie: Felice Farina (1999)
- Un nuovo giorno, regie: Aurelio Grimaldi (1999)
- Non lasciamoci più, regie: Vittorio Sindoni (1999)
- 'Un prete tra noi, regie: Giorgio Capitani (1999)
- Il compagno, regie: Francesco Maselli (1999)
- Senso di colpa, regie: Massimo Spano (2000)
- Amici per la pelle regie: Fabrizio Costa (2001)
- Io ti salverò, regie: Mario Caiano (2001)
- Una lunga notte, regie: Ilaria Cirino (2001)
- Il Commissario, regie: Alessandro Capone (2002)
- Orgoglio, regie: Vittorio De Sisti și Giorgio Serafini (2003-2005)
- Diritto di difesa, regie: Mauro Casiraghi, Nicola Lusuardi și Ivan Orano (2004)
- La squadra 5, regie: Lucio Gaudino și Registi Vari (2004)
- Salvo D'Acquisto, regie: Alberto Sironi (2004)
- La squadra 7, regie: Registi Vari (2005)
- Regina dei fiori, regie: Vittorio Sindoni (2005)
- La bambina dalle mani sporche, regie: Renzo Martinelli (2005)
- La caccia, regie: Massimo Spano (2005)
- Assunta Spina, regie: Riccardo Milani (2006)
- Rino Gaetano, regie: Marco Turco (2007)
- Distretto di Polizia 7 (1 episod), regie: Alessandro Capone (2007)
- La stella dei re, regie: Fabio Jephcott (2007)
- La mia casa è piena di specchi, regie: Vittorio Sindoni (2010)
- Un ritorno, regie: Ciro D'Emilio (2013) (scurtmetraj)
- I bastardi di Pizzofalcone, regie: Carlo Carlei - serial TV, episoadele 1X03, 1X05 (2017)

## Activitatea teatrală
- 2018 Questi fantasmi de Eduardo De Filippo, regie: Marco Tullio Giordana
- 2008 Filumena Marturano de Eduardo De Filippo, regie: Luca De Filippo
- 2007 Come si rapina una banca de Samy Fayad, regie: Antonio Ferrante
- 2007 Bene e male de Girolamo Marzano, regie: G. Marzano, musical
- 2006 Mal'aria de Bruno Garofalo și Karima A. Campanelli, regie: Bruno Garofalo; musical
- 2005 Prego signora, si spogli!, La Compagnia Laboratori Flegrei; de Rosario Imparato, regie: Antonio Ferrante
- 2002 Pulcinella Compagnia Gli Ipocriti; de Manlio Santarelli, regie: Maurizio Scaparro
- 2002 Îmblânzirea scorpiei de William Shakespeare, regie: Alessandro Capone
- 2001 Ferdinando de Annibale Ruccello, regie: Mario Missiroli;
- 2000 Natale in casa Cupiello de Eduardo De Filippo, regie: Carlo Giuffré;
- 1996/1997 L'amico del cuore de Vincenzo Salemme, regie: Vincenzo Salemme
- 1998 L'astrologo, Compagnia Ente Teatro Cronaca di Mico Galdieri; de G. B. Della Porta, regie: Mico Galdieri
- 1995/1996 Uomo e galantuomo de Eduardo De Filippo, regie: Luca De Filippo
- 1995/1996 Penziere mieje de Eduardo De Filippo; cu Luca De Filippo, Angela Pagano, Nicola di Pinto
- 1994/1995 Il contratto de Eduardo De Filippo, regie: Luca De Filippo
- 1994/1995 Borderò, La Compagnia della Luna; de Vincenzo Cerami;
- 1994/1995 Visul unei nopți de vară de William Shakespeare, regie: Tato Russo
- 1992 Le bugie con le gambe lunghe de Eduardo De Filippo, regie: Giancarlo Sepe
- 1990 Scorzetta di limone, La Compagnia di Teatro di Luca De Filippo; de Gino Rocca, regie: E. De Filippo
- 1989 Aida de Antonio Petito, regie: Armando Pugliese
- 1989 Revizorul de Nikolai Gogol, regie: Roberto Guicciardini
- 1988/1989 La palla al piede de Georges Feydeau, regie: Armando Pugliese
- 1987/1988 Fatto di cronaca, Cooperativa Teatrale Gli Ipocriti; de Raffaele Viviani, regie: Maurizio Scaparro
- 1986/1987 Come finì don Ferdinando Ruoppolo de Luigi De Filippo, regie: Luigi De Filippo;
- 1985 L'imbroglione onesto, Compagnia di Nino Taranto; de Raffaele Viviani, regie: Gennaro Magliulo;
- 1984 Dragostea celor trei portocale, La Compagnia di Teatro Pupi & Fresedde, regie: Angelo Savelli;
- 1983 La resistibile ascesa di Arturo Ui de Bertolt Brecht, regie: Giancarlo Sepe;
- 1983 Lo sconosciuto di nome Isabella, La Compagnia di Teatro Pupi & Fresedde, regie: Angelo Savelli
- 1980/1981 La donna è mobile, La Compagnia di Teatro di Luca De Filippo, de Vincenzo Scarpetta, regie: Eduardo De Filippo
- 1980/1981 Il convitato di pietra ovvero Don Giovanni e il suo servo Pulcinella, La Compagnia di Teatro Pupi & Fresedde di J.B.P. Molière, regie: Angelo Savelli
- 1978 Nota' Pettolone, Compagnia Ente Teatro Cronaca di Mico Galdieri; de Pietro Trinchera, regie: Mico Galdieri
- 1977 I vermi, ovvero malavita napoletana de Mastriani, regie: Armando Pugliese
- 1977 Circo equestre Sgueglia de Raffaele Viviani, regie: A. Pugliese
- 1976/1977 Troilus și Cresida de William Shakespeare, regie: Roberto Guicciardini;
- 1977 La gnoccolara, Compagnia Ente Teatro Cronaca di Mico Galdieri, de Pietro Trinchera, regie: Mico Galdieri
- 1975/1976 Masaniello de Elvio Porta și Armando Pugliese, regie: A. Pugliese
- 1971 Annella di Porta Capuana, Compagnia Stabile Napoletana Luisa Conte, regie: Gennaro Magliulo;
- Dolore sotto chiave de Eduardo De Filippo, regie: Eduardo De Filippo
- Socrate immaginario de Ferdinando Galiani, regie: Tato Russo
- Socrate immaginario de Ferdinando Galiani, regie: Armando Bandini
- A douăsprezecea noapte de William Shakespeare, regie: Armando Pugliese
- Vado per vedove, Compagnia di Nino Taranto; de G. Marotta, regie: G. Magliulo
- L'imbroglione della scala C, Compagnia di Nino Taranto, regie: G. Magliulo
- Il settimo si riposò, Compagnia di Nino Taranto, de Samy Fayad, regie: Gennaro Magliulo;
- Il papocchio, Compagnia di Nino Taranto; di Samy Fayad, regie: Gennaro Magliulo
- L'astrologo, Compagnia di Nino Taranto; di Scarnicci e Tarabusi, regie: Gennaro Magliulo
- Caviale e lenticchie, Compagnia di Nino Taranto, de Scarnicci și Tarabusi, regie: Gennaro Magliulo;
- 1967 Napoli notte e giorno de Raffaele Viviani, regie: Giuseppe Patroni Griffi

## Premii și distincții
- La Festivalul de Film de la Napoli din 2005 Nicola Di Pinto a obținut premiul Vesuvio decernat cu ocazia aniversării centenarului companiei Titanus.
- A fost distins în februarie 2005 cu un premiu al Academiei de Muzică „W. A. Mozart” din Taranto.

## Legături externe
- Nicola Di Pinto la Internet Movie Database